# ويندي داسكومب
ويندي جين داسكومب (ولدت في 7 يناير 1950) عارضة أزياء أمريكية وحاملة لقب ملكة جمال الولايات المتحدة الأمريكية عام 1969. بصفتها ملكة جمال الولايات المتحدة الأمريكية ، مثلت الولايات المتحدة في مسابقة ملكة جمال الكون 1969 ، واحتلت ضمن مراكز الخامس عشر الأولى. سبق أن توجت داسكومب ملكة جمال فيرجينيا الولايات المتحدة الأمريكية عام 1969 ، لتصبح أول فتاة من ولاية فرجينيا تتوج ملكة جمال الولايات المتحدة الأمريكية.